# 歐洲聯盟去或留
《歐洲聯盟去或留？》（英語：The European Union: In or Out?）是於2014年4月2日在英國廣播公司第二台直播播出的電視辯論。辯論全長一小時，由大衛·添布比主持，留歐派和脫歐派代表分別為尼克·克萊格和奈杰尔·法拉奇。辯論的問題由觀眾提出，留歐派和脫歐派各半。
在此電視辯論前的一周，法拉奇和克萊格已在LBC的電台辯論上碰面，由力克·法拉利主持。辯論時值2014年歐洲議會選舉和潛在的英國去留歐盟公投前夕。
YouGov和ICM的民調顯示法拉奇表現較為優勝，前者指出68%受訪者認為法拉奇表現最好，只有27%認為是克萊格；衛報與ICM的聯合民調結果也是類近。BBC的力克·羅便臣分析指出「歷史會記下法拉奇贏了這些辯論；曾挑戰英國非建制派的克萊格會希望他或許因此也有一些勝利」。

## 外部連結
- 在BBC Programmes了解《歐洲聯盟去或留》（英文）